# Yung Bleu
Yung Bleu, pseudonimo di Jeremy Biddle (Mobile, 4 aprile 1994), è un rapper e cantautore statunitense.
Noto principalmente per il singolo You're Mines Still, certificato 2 volte platino in madrepatria e argento nel Regno Unito, ha raggiunto la posizione 12 della Billboard 200 con l'album Moon Boy. Nel corso della sua carriera ha pubblicato anche 5 EP e svariati mixtape, oltre a collaborare con artisti di grande rilievo nella musica hip hop e R&B come Drake, Chris Brown, John Legend e Ne-Yo.

## Biografia
Attivo musicalmente dal 2013, Yung Bleu pubblica il suo primo mixtape Investments nel 2015; al progetto fa da seguito Investments 2 l'anno successivo. Viene quindi notato dal rapper Boosie Badazz, che gli permette di pubblicare i mixtape successivi attraverso la sua etichetta discografica Bad Azz Music Syndicate. Nel 2017, sempre tramite l'etichetta di Boosie Badazz, Biddle pubblica il suo singolo di debutto Miss It, di cui viene anche realizzato un remix in compagnia di Kid Ink. Sempre nel 2018 pubblica il suo EP di debutto Bleu Vandross.
Nel 2019 firma un contratto con Columbia Records, tramite la quale pubblica l'EP Bleu Vandross 2 e il mixtape investiments 6. Lascia successivamente l'etichetta per firmare con Empire Records, tramite la quale pubblica il singolo You're Mines Still. Dopo la pubblicazione di una versione con Drake, il brano raggiunge la posizione 18 nella Billboard Hot 100 e il doppio disco di platino negli Stati Uniti. Il singolo ottiene rilevanza anche fuori dal territorio statunitense, conseguendo un disco d'argento nel regno Unito ed entrando in classifica anche in Canada. In seguito al successo del singolo pubblica l'EP Love Scars: The 5 Stages of Emotions, con cui ottiene il suo primo piazzamento nella Billboard 200.
Nel corso del 2021 pubblica numerosi singoli, avendo modo di duettare con artisti come Chris Brown, 2 Chainz, Kehlani, Big Sean, Ne-Yo e A Boogie Wit Da Hoodie. Il singolo Baddest con Chris Brown e 2 Chainz raggiunge la posizione 56 nella Billboard Hot 100. Sempre nel 2021 pubblica il suo album d'esordio Moon Boy, che raggiunge la posizione 12 nella Billboard 200.

## Discografia

### Album in studio
- 2021 – Moon Boy
- 2022 – Tantra
- 2023 – Love Scars II
- 2024 – Jeremy

### EP
- 2018 – Blue Vandross
- 2019 – Blue Vandross 2
- 2019 – Throw Aways
- 2020 – Since We Inside
- 2020 – Love Scars: The 5 Stages of Emotions

### Mixtape
- 2015 – Investments
- 2016 – Investments 2
- 2016 – Investments 3
- 2017 – Bleu Da Ruler
- 2017 – Investments 4
- 2018 – Investments 5
- 2019 – Investments 6
- 2020 – Blue Vandross 3

### Singoli
- 2017 – Miss It (da solo o feat. Kid Ink)
- 2020 – You're Mines Still (da solo o feat. Drake)
- 2020 – 2AM in Houston
- 2021 – Ghetto Love Birds (da solo o feat. A Boogie wit da Hoodie)
- 2021 – Thieves in Atlanta (feat. Coi Leray)
- 2021 – Baddest (feat. Chris Brown e 2 Chainz)
- 2021 – Way More Close (Stuck in a Box) (feat. Big Sean)
- 2021 – Beautiful Lies (feat. Kehlani)
- 2022 – Love in the Way (con Nicki Minaj)

### Collaborazioni
- 2021 – Track Star (Mooski feat. A Boogie wit da Hoodie, Chris Brown e Yung Bleu)
- 2021 – Selfish (Tink feat. Yung Bleu)
- 2021 – Stay Down (Ne-Yo feat. Yung Bleu)